# Nakhon Si Thammarat
Nakhon Si Thammarat (en tailandés: นครศรีธรรมราช, [ná(ʔ).kʰɔ̄ːn sǐː tʰām.mā.râːt]; De Pali Nagara Sri Dhammaraja) es una ciudad (thesaban nakhon) en el sur de Tailandia, capital de la Provincia de Nakhon Si Thammarat y del Distrito de Nakhon Si Thammarat. Está a unos 610 km al sur de Bangkok, en la costa del este de la Península malaya. La ciudad fue el centro administrativo del sur de Tailandia durante la mayor parte de su historia. Originalmente una ciudad costera, la sedimentación alejó la costa de la ciudad. La ciudad tiene una extensión mucho más grande de norte a sur que de oeste a este, que se remonta a su ubicación original en una duna para salvar inundaciones. El moderno centro de la ciudad en la estación de tren está al norte del casco antiguo. En 2005, la ciudad tenía una población de 105,417 habitantes. 
El honorífico tailandés Sri o Si es del sánscrito Sri; Thamma, del Dharma; rata, de Raja. Dhammaraja significa "gobernante justo", un importante concepto Theravada.

## Clima
| Parámetros climáticos promedio de Nakhon Si Thammarat (1981–2010)                                      | Parámetros climáticos promedio de Nakhon Si Thammarat (1981–2010) | Parámetros climáticos promedio de Nakhon Si Thammarat (1981–2010) | Parámetros climáticos promedio de Nakhon Si Thammarat (1981–2010) | Parámetros climáticos promedio de Nakhon Si Thammarat (1981–2010) | Parámetros climáticos promedio de Nakhon Si Thammarat (1981–2010) | Parámetros climáticos promedio de Nakhon Si Thammarat (1981–2010) | Parámetros climáticos promedio de Nakhon Si Thammarat (1981–2010) | Parámetros climáticos promedio de Nakhon Si Thammarat (1981–2010) | Parámetros climáticos promedio de Nakhon Si Thammarat (1981–2010) | Parámetros climáticos promedio de Nakhon Si Thammarat (1981–2010) | Parámetros climáticos promedio de Nakhon Si Thammarat (1981–2010) | Parámetros climáticos promedio de Nakhon Si Thammarat (1981–2010) | Parámetros climáticos promedio de Nakhon Si Thammarat (1981–2010) |
| Mes | Ene.                                                              | Feb.                                                              | Mar.                                                              | Abr.                                                              | May.                                                              | Jun.                                                              | Jul.                                                              | Ago.                                                              | Sep.                                                              | Oct.                                                              | Nov.                                                              | Dic.                                                              | Anual                                                             |
| --- | ----------------------------------------------------------------- | ----------------------------------------------------------------- | ----------------------------------------------------------------- | ----------------------------------------------------------------- | ----------------------------------------------------------------- | ----------------------------------------------------------------- | ----------------------------------------------------------------- | ----------------------------------------------------------------- | ----------------------------------------------------------------- | ----------------------------------------------------------------- | ----------------------------------------------------------------- | ----------------------------------------------------------------- | ----------------------------------------------------------------- |
| Temp. máx. abs. (°C)                                                                                   | 34.4                                                              | 35.5                                                              | 37.6                                                              | 38.9                                                              | 38.1                                                              | 37.8                                                              | 38.5                                                              | 37.6                                                              | 37.7                                                              | 35.8                                                              | 35.4                                                              | 32.7                                                              | 38.9                                                              |
| Temp. máx. media (°C)                                                                                  | 30.4                                                              | 31.5                                                              | 32.9                                                              | 34.0                                                              | 34.0                                                              | 34.0                                                              | 33.8                                                              | 33.7                                                              | 33.1                                                              | 31.8                                                              | 30.2                                                              | 29.6                                                              | 32.4                                                              |
| Temp. media (°C)                                                                                       | 26.0                                                              | 26.5                                                              | 27.4                                                              | 28.4                                                              | 28.2                                                              | 28.2                                                              | 27.9                                                              | 27.8                                                              | 27.3                                                              | 26.7                                                              | 26.1                                                              | 25.7                                                              | 27.2                                                              |
| Temp. mín. media (°C)                                                                                  | 22.1                                                              | 22.0                                                              | 22.7                                                              | 23.7                                                              | 24.0                                                              | 24.0                                                              | 23.6                                                              | 23.5                                                              | 23.2                                                              | 23.1                                                              | 23.0                                                              | 22.5                                                              | 23.1                                                              |
| Temp. mín. abs. (°C)                                                                                   | 18.0                                                              | 17.6                                                              | 18.3                                                              | 20.2                                                              | 21.1                                                              | 19.6                                                              | 20.1                                                              | 20.8                                                              | 20.0                                                              | 20.6                                                              | 18.9                                                              | 18.0                                                              | 17.6                                                              |
| Lluvias (mm)                                                                                           | 145.4                                                             | 68.0                                                              | 89.7                                                              | 107.0                                                             | 173.8                                                             | 117.3                                                             | 117.8                                                             | 129.8                                                             | 161.6                                                             | 303.0                                                             | 631.2                                                             | 451.6                                                             | 2496.3                                                            |
| Días de lluvias (≥ 1 mm)                                                                               | 12.5                                                              | 5.1                                                               | 7.3                                                               | 8.6                                                               | 16.5                                                              | 13.0                                                              | 13.9                                                              | 14.4                                                              | 17.2                                                              | 20.5                                                              | 21.1                                                              | 19.2                                                              | 169.4                                                             |
| Horas de sol                                                                                           | 179.8                                                             | 180.8                                                             | 201.5                                                             | 183.0                                                             | 155.0                                                             | 150.0                                                             | 155.0                                                             | 114.7                                                             | 108.0                                                             | 108.5                                                             | 105.0                                                             | 142.6                                                             | 1783.9                                                            |
| Humedad relativa (%)                                                                                   | 84                                                                | 81                                                                | 80                                                                | 80                                                                | 81                                                                | 79                                                                | 79                                                                | 78                                                                | 82                                                                | 85                                                                | 87                                                                | 86                                                                | 81.8                                                              |
| Fuente n.º 1: Thai Meteorological Department                                                           |                                                                   |                                                                   |                                                                   |                                                                   |                                                                   |                                                                   |                                                                   |                                                                   |                                                                   |                                                                   |                                                                   |                                                                   |                                                                   |
| Fuente n.º 2: Office of Water Management and Hydrology, Royal Irrigation Department (sun and humidity) |                                                                   |                                                                   |                                                                   |                                                                   |                                                                   |                                                                   |                                                                   |                                                                   |                                                                   |                                                                   |                                                                   |                                                                   |                                                                   |